# Psathyrella purpureobadia
Psathyrella purpureobadia är en svampart som tillhör divisionen basidiesvampar, och som beskrevs av Eef J.M. Arnolds. Psathyrella purpureobadia ingår i släktet Psathyrella, och familjen Psathyrellaceae. Arten är reproducerande i Sverige.